# Tales dos Santos
Tales dos Santos (sinh ngày 1 tháng 6 năm 1984) là một cựu cầu thủ bóng đá người Brasil từng thi đấu ở vị trí hậu vệ. 

## Danh hiệu

### Câu lạc bộ
- Vô địch Singapore League Cup 2012 cùng DPMM FC
- Á quân S.League 2012 cùng DPMM FC[1][2]
- Á quân Singapore League Cup 2013 cùng DPMM FC